# Bohars
Bohars (bretonisch Boc'harzh) ist eine französische Gemeinde im Département Finistère in der Bretagne mit 3671 Einwohnern (Stand 1. Januar 2022). Sie gehört zum Arrondissement Brest, zum Kanton Brest-4 und zum Gemeindeverband Brest Métropole.

## Geografie
Die Gemeinde liegt im Westen der Bretagne im Großraum der Stadt Brest am Ufer des Flüsschens Penfeld. Sowohl das Stadtzentrum von Brest als auch die Rade de Brest befinden sich wenige Kilometer südöstlich, die Atlantikküste am Beginn des Ärmelkanals etwa 18 Kilometer nördlich.

## Bevölkerungsentwicklung
| Jahr                       | 1962 | 1968 | 1975 | 1982 | 1990 | 1999 | 2007 | 2017 |
| Einwohner                  | 840  | 909  | 1361 | 2887 | 3043 | 3170 | 3305 | 3458 |
| Quellen: Cassini und INSEE |      |      |      |      |      |      |      |      |

## Verkehrsanbindung
Die nächstgelegenen Anschlüsse an den autobahnähnlich ausgebauten Schnellstraßen E 50 (Rennes-Brest) und E 60 (Nantes-Brest) befinden sich wenige Kilometer westlich der Gemeinde am nordöstlichen Stadtrand von Brest, wo sie aufeinandertreffen. Der Bahnhof Gare de Brest ist TGV-Atlantique-Station und Regionalbahnhof im Netz der TER Bretagne.
Der Flughafen Brest befindet sich etwa zehn Kilometer westlich.

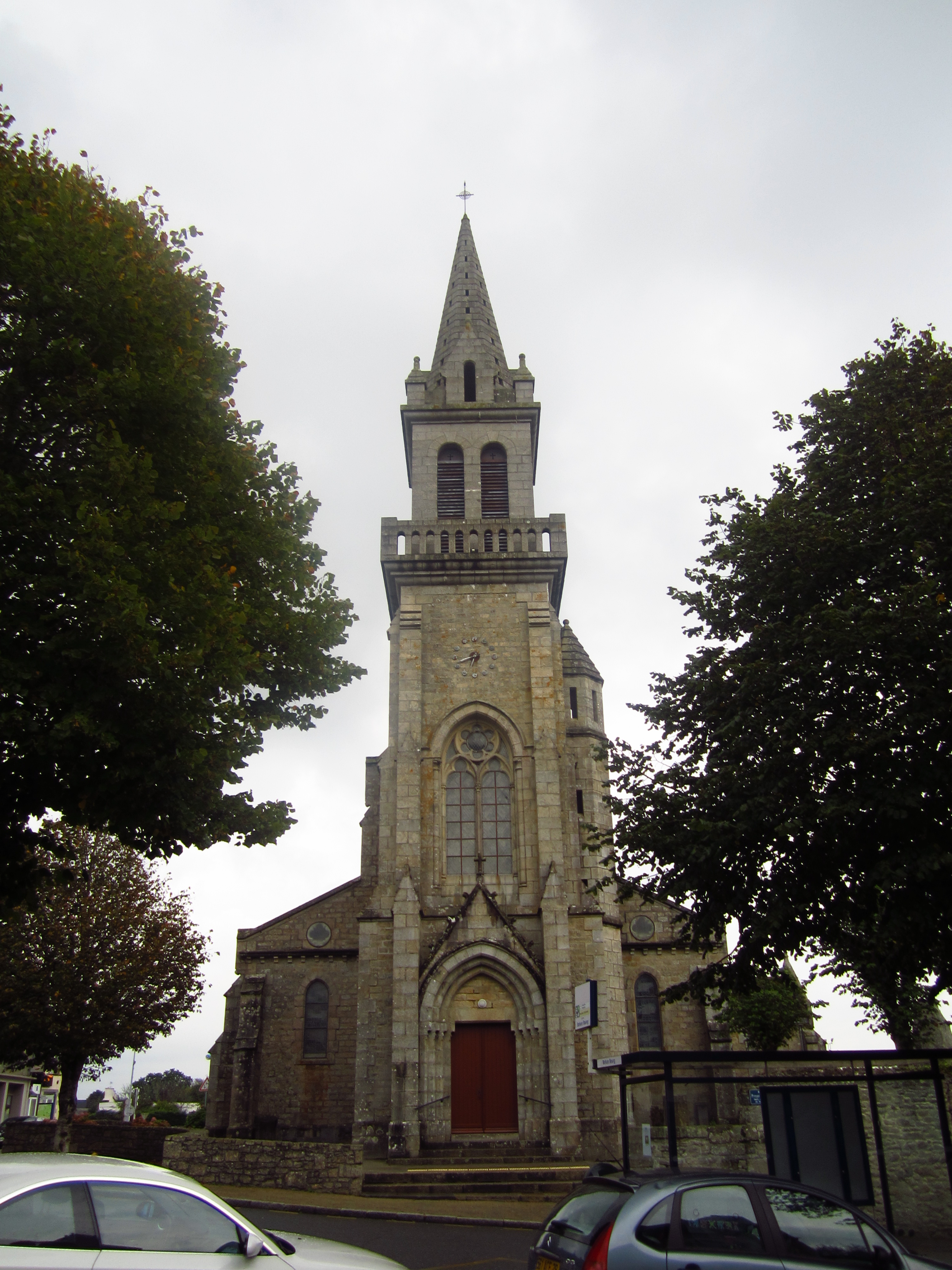
Kirche Saint-Pierre-aux-Liens in Bohars